# Il Porcellio
Giannantonio de' Pandoni, llamado il Porcellio (Nápoles, antes de 1409 – Roma, después de 1485), fue un humanista y escritor italiano.
Las primeras noticias suyas que se tienen lo sitúan como enseñante en el Estudio de Roma (es decir, la universidad). En 1434 tomó parte en la sublevación que expulsó al papa Eugenio IV de Roma y participó en una misión al Concilio de Basilea, pero restaurado poco después el dominio pontificio, fue encarcelado durante diez años.
Tras su liberación, fue vagando de corte en corte, escribiendo poemillas adulatorios en latín y obras históricas para engraciarse con los varios señores italianos: fue a Nápoles, donde realizó algunas misiones diplomáticas, y en 1452 fue laureado poeta por el emperador Federico III de Habsburgo, más tarde estuvo en Rímini (1456), a Milán (1456-1459), de nuevo en Nápoles y finalmente vuelve a Roma como profesor de la Universidad de La Sapienza. Murió en Roma en algún momento posterior a 1485.

## Sodomita
A pesar de que estaba casado y tuvo por lo menos un hijo, il Porcellio tuvo durante toda su vida fama de sodomita. El testimonio más clamoroso de tal fama es póstuma: la novela (I, 6) que Matteo Bandello publicó en 1554, pero que está ambientada en el periodo en que Porcellio vivía en Milán bajo protección del duque Francesco Sforza.
En el recuento, Porcellio se casa ya mayor, cediendo a la insistencia del duque, que quiere distraerlo de los muchachos. Un día enferma, y la mujer, creyéndolo (equivocadamente) a puertas de la muerte, llama a un confesor. Cuando el fraile sale, ella verifica si el marido ha confesado el pecado de sodomía, cosa que no ha hecho. Dos veces, a pesar de sus dudas, el fraile vuelve a preguntarle si había pecado contra natura, obteniendo una negativa. Finalmente, dado que la mujer insiste, el fraile pregunta directamente:

"Oimè, figliuolo, io non so quello che di te mi dica. Tu mi neghi d'aver peccato contro natura (...) e nondimeno sono io assicurato che tu sei più vago [appassionato] mille volte dei fanciulli che non è capra del sale".
Allora il Porcellio con alta voce più che puotè e crollando il capo disse: "Oh, oh, padre reverendo, voi non mi sapeste interrogare. Il trastullarmi con i fanciulli a mel più naturale che non è il mangiare e il ber a l'uomo, e voi mi domandavate se io peccava contro natura. Andate, andate, messere, ché voi non sapete che cosa sia un buon boccone". Il santo frate, tutto a questa diabolica voce stordito, si strinse ne le spalle. (...)
Il Porcellio prese miglioramento e sanò del male, e la cosa si divolgò in corte e per Milano, di maniera che da tutti essendo mostrato a dito, fu astretto non uscir più di casa, e creder si può che come era vissuto da bestia si morisse da bestione. E insomma si può dire che il lupo muta il pelo, ma non cangia vizio.
«Escúchame, hijo, no sé lo que me dicen de ti. Tu me niegas haber pecado contra natura [...] y, sin embargo, estoy seguro que tu eres más vago (apasionado) mil veces de los muchachos que la cabra de la sal.»
En eso il Porcellio con la voz más alta que puede y levantando la cabeza dice: «Oh, oh, padre reverendo, vos no supisteis interrogar. El divertirme con muchachos es más natural que el comer y el beber para el hombre, y vos me preguntabais si yo pecaba contra natura. Vaya, vaya, mi señor, que vos no sabéis lo que es un buen bocado.» El santo fraile, aturdido por esa voz diabólica, se le tensó la espalda. [...]
Porcellio consiguió mejorar y sanar el mal, y la cosa se divulgó en la corte y en Milán, de forma que fue señalado con el dedo por todos, se vio reducido a no poder salir de casa, creyendo quizás que si había vivido como bestia, moriría como bestia. En suma, se puede decir que el lobo cambia el pelo, pero no cambia el vicio.
Matteo Bandello.

Además de este testimonio póstumo, existen otros contemporáneos sobre la fama de Porcellio: por ejemplo el poeta Francesco Filelfo, que había hospedado en Milán a Porcellio, junto al hijo y dos muchachos con los que viajaba, después de haber discutido con él, le atacó en su De jocis et seriis (1458-1465), un aserie de venenosos epigramas latinos, llamándolo «Porcellus Porcellius» y acusándolo además de sodomita en una epístola latina. Así, en el «Eulogium in Porcellium Porcellum Grammaticum», que es un epitafio falso, Filelfo le dice:

Il Porcello Porcellio noto per ogni vizio è ora cenere in questo luogo. Infatti essendo un sodomita unico, il suo destino era essere arso in vita o, povero lui!, dopo la morte: così gli dèi hanno decretato
El Porcello Porcellio conocido por todo vicio, ahora es ceniza en este lugar. De hecho, siendo sodomita único, su destino era ser quemado en vida oh, ¡pobre de él!, tras la muerte: así los dioses lo han decretado
Francesco Filelfo,  De jociis et seriis

En otra composición, Filelfo afirma que su fama de sodomita es tal, que es conocida en toda Lombardía, y esto a pesar de su avanzada edad.
Esta reputación es confirmada por un estudiante, un tal «Pierangelo siciliano», que escribió entre 1470 y 1480, lamentándose de la perversión de los estudiantes romanos (que entre otras culpas, tenían, a su decir, la de la práctica de la homosexualidad). Lamenta que los estudiantes dibujase falos, escribiendo obscenidades en el respaldo de la silla del profesor, incluyendo la frase en latín:

Porcellio, tu altissimo vate,
questi membri lussuriosi sono qui per il tuo culo.
Porcellio, altísimo vate,
estos miembros lujuriosos están aquí para tu culo.

En cuanto a los escritos del mismo Pandoni, en su poesía latina, se lee una para «Petruccio», que huye del poeta y rechaza sus poesías de amor. Sin embargo, Porcellio argumenta, la poesía fue amada por Apolo, Ganímedes, Hilas, las musas, Júpiter; por lo que concluye que si quiere ser incluido entre los sabios, debe amar la poesía (implicando: «y mis avances»). Las aludiones a Ganímedes (amante de Júpiter) e Hilas (amante de Hércules), revela en estos versos explícitamente el interés homoerótico del autor.